# Mistrzostwa świata w lacrosse kobiet
Mistrzostwa świata w lacrosse kobiet (ang. Women’s Lacrosse World Championship) – międzynarodowy turniej lacrosse organizowany przez Międzynarodową Federację Lacrosse (FIL) (do sierpnia 2008 przez Żeńskie Stowarzyszenie Lacrosse) dla żeńskich reprezentacji narodowych. Pierwsze mistrzostwa odbyły się w dniach 20–26 września 1982 roku w angielskim Nottingham i uczestniczyły w nim 6 żeńskich drużyn. Rozgrywki odbywają się regularnie od 1989 co cztery lata. Najwięcej tytułów mistrzowskich zdobyła reprezentacja Stanów Zjednoczonych.

## Wyniki
| Rok                                  | Organizator                    | T |           | Finał             | Finał        | Finał             |       | Mecz o 3 miejsce | Mecz o 3 miejsce | Mecz o 3 miejsce |  | Uwagi     |
| Rok                                  | Organizator                    | T | Zwycięzca | Wynik             | Finalista    | III miejsce       | Wynik | IV miejsce       |                  |                  |  | Uwagi     |
| Mistrzostwa świata w lacrosse kobiet |                                |   |           |                   |              |                   |       |                  |                  |                  |  |           |
| 1982                                 | Nottingham (Anglia)            | 1 |           | Stany Zjednoczone | 10–7 (dogr.) | Australia         |       | Kanada           | ?–?              | Szkocja          |  | 6 drużyn  |
| 1986                                 | Filadelfia (Stany Zjednoczone) | 1 |           | Australia         | 10–7         | Stany Zjednoczone |       | Szkocja          | 7–5              | Kanada           |  | 6 drużyn  |
| 1989                                 | Perth (Australia)              | 2 |           | Stany Zjednoczone | 6–5 (dogr.)  | Anglia            |       | Australia        | 10–1             | Kanada           |  | 6 drużyn  |
| 1993                                 | Edynburg (Szkocja)             | 3 |           | Stany Zjednoczone | 3–1          | Anglia            |       | Australia        | 4–3              | Kanada           |  | 8 drużyn  |
| 1997                                 | Tokio (Japonia)                | 4 |           | Stany Zjednoczone | 3–2 (dogr.)  | Australia         |       | Anglia           | 18–4             | Walia            |  | 7 drużyn  |
| 2001                                 | High Wycombe (Anglia)          | 5 |           | Stany Zjednoczone | 14–8         | Australia         |       | Anglia           | 9–4              | Kanada           |  | 8 drużyn  |
| 2005                                 | Annapolis (Stany Zjednoczone)  | 2 |           | Australia         | 14–7         | Stany Zjednoczone |       | Anglia           | 11–8             | Kanada           |  | 10 drużyn |
| 2009                                 | Praga (Czechy)                 | 6 |           | Stany Zjednoczone | 8–7          | Australia         |       | Kanada           | 14–9             | Anglia           |  | 16 drużyn |
| 2013                                 | Ontario (Kanada)               | 7 |           | Stany Zjednoczone | 19–5         | Kanada            |       | Australia        | 12–6             | Anglia           |  | 19 drużyn |
| 2017                                 | Guildford (Anglia)             | 8 |           | Stany Zjednoczone | 10–5         | Kanada            |       | Anglia           | 10–9 (dogr.)     | Australia        |  | 25 drużyn |
| 2022                                 | Towson (USA)                   | 9 |           | Stany Zjednoczone | 11-8         | Kanada            |       | Anglia           | 8-7 (dogr.)      | Australia        |  | 30 drużyn |

## Klasyfikacja medalowa
W dotychczasowej historii Mistrzostw świata na podium oficjalnie stawało w sumie 5 drużyn. Liderem klasyfikacji są Stany Zjednoczone, które zdobyły złote medale mistrzostw 9 razy.
Stan na lipiec 2024.
| Lp. | Reprezentacja | Miejsca na podium | Miejsca na podium | Miejsca na podium | Zwycięskie sezony |   |   |                                                      |
| --- | ------------- | ----------------- | ----------------- | ----------------- | ----------------- | - | - | ---------------------------------------------------- |
| Lp. | Reprezentacja | 1.                | Stany Zjednoczone | 9                 | Zwycięskie sezony | 2 | 0 | 1982, 1989, 1993, 1997, 2001, 2009, 2013, 2017, 2022 |
| 2.  | Australia     | 2                 | 4                 | 3                 | 1986, 2005        |   |   |                                                      |
| 4.  | Kanada        | 0                 | 3                 | 2                 |                   |   |   |                                                      |
| 3.  | Anglia        | 0                 | 2                 | 5                 |                   |   |   |                                                      |
| 5.  | Szkocja       | 0                 | 0                 | 1                 |                   |   |   |                                                      |